# Can Xifra (Vilobí d'Onyar)
Can Xifra és una masia del municipi de Vilobí d'Onyar (Selva). És una casa orientada a llevant, de dues plantes i golfes amb vessants a laterals. La part de les golfes i l'aixecament de la teulada del costat esquerre van ser una ampliació posterior. La casa primitiva era una masia típica amb teulada de doble vessant, com es veu a la part dreta on es conserva el ràfec de cornisa catalana d'una filada de teules. Forma part de l'Inventari del Patrimoni Arquitectònic de Catalunya.

## Descripció
La façana principal té un portal adovellat de mig punt i dues finestres simples amb reixa treballada a banda i banda que corresponen a la reforma del segle xx. A la planta noble hi ha dues finestres d'arc conopial i la central és quadrangular amb llinda monolítica amb la inscripció "SALVADOR GIBERT 1633". L'obertura de les golfes és d'arc rebaixat i té barana de ferro. La façana lateral dreta té una petita finestra d'arc conopial i conserva l'antic pou.
El costat esquerre la façana va ser transformada totalment en una reforma de l'any 1930. Té un portal central amb impostes i la inscripció MS, que corresponen a les inicials de Miquel Serramitja, també hi ha la data de 1930 a la llinda. Les obertures són rectangulars simples amb emmarcament simulat de pedra. La primera planta presenta un balcó amb barana de ferro que recórre tota la façana de cap a cap. El ràfec de la teulada té una cornisa amb permòdols de rajol. Al davant hi ha el jardí voltat d'una tanca feta sobre un mur més antic rematada amb rajols i barana de ferro treballada.
La part més antiga de l'interior conserva els cairats de fusta i les voltes i algunes de les portes d'arc conopial amb motiu floral ornamental. Al costat dret els forjats van ser substituïts per revoltons amb bigueta de ferro. A la part del darrere hi ha un pati tancat amb porxos sostinguts per pilars de pedra, voltat de les dependències de serveis on hi ha les quadres.
Davant de la casa hi ha l'antic graner de teulada de vessants a laterals amb una bonica columna de pedra amb capitell.

## Història
No es coneix gairebé la història. Segons sembla sempre ha estat una finca agrícola. També es parla d'un convent de monges, però sense cap document que ho acrediti. Sobre una llinda de la casa consta la inscripció "Salvador Cibert 1633". Cap al 1918 ho va perdre la família Esteva a favor d'un banc (Banca Mateu). Més tard la va adquirir Miquel Serramitja, avi de l'actual propietària. El 1930 es van fer reformes importants, ja que la casa estava gairebé en estat ruïnós. Actualment és propietat de la mateixa família que resideix a Girona. També es coneix com a Mas Pla.